# 김윤미 (쇼트트랙 선수)
김윤미(金潤美, 1980년 12월 1일~)는 대한민국의 은퇴한 쇼트트랙 선수이다.
불과 만13세의 나이에 1994년 릴레함메르 동계 올림픽에 참가, 계주팀의 일원으로 경기를 뛰어 금메달을 땄다. 이로써 그는 동계 올림픽 사상 최연소 여자 금메달리스트로 기록되었다. 1995년 캐나다 캘거리 세계 주니어 선수권에서 개인 종합 1위에 올랐고, 이어 열린 1995년 노르웨이 예비크 세계 쇼트트랙 선수권 대회에서 개인 종합 3위에 올랐다. 1998년 나가노 동계 올림픽에서도 계주에서 금메달을 땄다. 2001년 은퇴했다가 2002년 솔트레이크시티 동계 올림픽을 앞두고 다시 국가대표로 발탁되어 동계 올림픽에 출전할 예정이었으나, 대회 직전에 부상과 연습 부족으로 출전을 포기했다.